# Karen Saxe
Karen Saxe é uma matemática norte-americana que se especializou em análise funcional e no estudo matemático de questões relacionadas com a justiça social. Ela é Professora de Matemática no Macalester College e está de licença de Macalester como diretora do escritório de Washington DC da American Mathematical Society.

Ela é autora de Beginning Functional Analysis, publicado na série  Undergraduate Texts in Mathematics, em 2001.

## Educação e carreira
Saxe formou-se no Bard College, em 1982. Ela obteve seu doutorado na Universidade de Oregon, em 1988, com uma tese sobre Teoria de Fredholm supervisionada por Bruce Barnes.
Após seus estudos de pós-doutorado no St. Olaf College, ela integrou a Macalester em 1991. Ela presidiu o departamento de matemática, estatística e ciência da computação nessa instituição de 2007 a 2013 e foi nomeada Professora Principal (DeWitt Wallace) em 2015.
Ela tomou parte em uma comissão para redesenhar os distritos congressionais de Minnesota em 2010 e tem servido como assessora de ciência e tecnologia supervisor para o senador Al Franken.

## Reconhecimento
Saxe recebeu o Prêmio de Distinção Acadêmica da Mathematical Association of America. Em 2017 ela recebeu um doutorado honorário pela Bard College.